# Пам'ятники Чигирина
| Назва                                                                       | Дата встановлення   | Розташування | Фото | Короткі відомості |
| 360-річчю Козацької держави                                                 | 2009                | біля Резиденції Богдана Хмельницького 49°04′54″ пн. ш. 32°39′24″ сх. д. / 49.081565° пн. ш. 32.656608° сх. д.                        |      | |
| Абданк                                                                      | 1954                | Перед будівлею музею Богдана Хмельницького49°04′55″ пн. ш. 32°39′26″ сх. д. / 49.081825° пн. ш. 32.657273° сх. д.                    |      | |
| Богдану Хмельницькому                                                       | 1973, 1982 рік      | Богданова гора 49°04′46″ пн. ш. 32°39′22″ сх. д. / 49.079400° пн. ш. 32.656115° сх. д.                                               |      | Висота — 18,6 метрів. Багатофігурна скульптурна композиція внизу відтворює різні сторінки мужньої боротьби українського народу проти загарбників. Автори — скульптори О. П. Олійник і М. К. Вронський, архітектор В. Г. Гнєздилов. |
| Богдана Хмельницького, погруддя                                             |                     | перед ЗОШ №1 49°04′35″ пн. ш. 32°39′59″ сх. д. / 49.076473° пн. ш. 32.666522° сх. д.                                                 |      | |
| Воїнам, що загинули в роки радянсько-німецької та радянсько-афганської воєн |                     | На площі перед автовокзалом 49°05′05″ пн. ш. 32°39′16″ сх. д. / 49.084801° пн. ш. 32.654516° сх. д.                                  |      | |
| Йосифу Нелюбович-Тукальському                                               | 11 серпня 2007 року | Біля відбудованої церкви апостолів Петра й Павла 49°04′49″ пн. ш. 32°39′23″ сх. д. / 49.080247° пн. ш. 32.656335° сх. д.             |      | Скульптор - Димйон Владислав Володимирович. Проект пам'ятника створювався за активної участі патріарха Філарета. Триметрова аскетична фігура митрополита Тукальського втілює благословення до єдності церкви й нації. Посохи в його руках символічно сходяться в одній точці — лівий, який означає державу, і правий, з хрестом, — церкву. |
| Жертвам Голодомору                                                          |                     | На виїзді з міста в напрямку Суботова                                                                                                |      | |
| Кам'яний хрест на Замковій горі                                             | 1912 рік            | Богданова гора, неподалік від монументу Богдану Хмельницькому49°04′45″ пн. ш. 32°39′23″ сх. д. / 49.079038° пн. ш. 32.656517° сх. д. |      | Данина пам'яті козацьким старшинам Юрію Богуну та Іллі Сутизі, які прийняли мученицьку смерть під час облоги міста в 1596 році. Ще в пам'ять про сотні козаків, що наклали голови в лихій січі, захищаючи Чигирин від турецьких загарбників та польської шляхти в 1678 році.                                                               |
| Кобзар                                                                      | 1954 рік            | У підніжжя Богданової гори |      | |
| Микиті Галагану                                                             | 2012 рік            | Біля музею Богдана Хмельницбкого 49°04′52″ пн. ш. 32°39′29″ сх. д. / 49.081192° пн. ш. 32.658035° сх. д.                             |      | Пам'ятник козаку Микиті Галагану. Встановлений на честь 500-річчя Чигирина коштом сім'ї Лютенків-Левіних (Гомель, Москва). |
| Чигиринцям, ліквідаторам наслідків аварії на ЧАЕС                           |                     | вул. Б. Хмельницького, біля кінотеатру «Промінь»                                                                                     |      | |
| Шевченку Тарасу                                                             |                     | Парк імені Шевченка |      | |
| На честь заснування Чигирина, пам’ятний знак                                |                     | вул. Богдана Хмельницького 49°04′49″ пн. ш. 32°39′41″ сх. д. / 49.080251° пн. ш. 32.661393° сх. д.                                   |      | |
| На честь перебування Т. Г. Шевченка в місті Чигирин, пам’ятний знак         | 1992 рік            | У підніжжя Богданової гори |      | архітектор Ю. Соміков |